# Discovery (Schiff, 1776)
HMS Discovery hieß das Begleitschiff auf James Cooks dritter Entdeckungsreise in der Zeit von 1776 bis 1779.
Wie auch die anderen Schiffe von James Cook war die Discovery ein in Whitby gebautes Kohlentransportschiff. Diese Schiffe wurden im damaligen Sprachgebrauch collier genannt. Sie war getakelt wie eine Brigg. Das Schiff stand bei Expeditionsbeginn unter dem Kommando von Kapitän Charles Clerke. Als Midshipman fuhr George Vancouver mit. Nach dem Tod von James Cook übernahm Kapitän Clerke dessen Schiff Resolution und John Gore erhielt das Kommando über die Discovery. Als im August 1779 auch Clerke starb, übernahm Gore das Kommando auf der Resolution und Leutnant James King führte die Discovery zurück nach Großbritannien. Am 4. Oktober 1780 traf sie dort ein.
Danach wurde die Discovery als Transportschiff auf der Werft in Woolwich eingesetzt, bis sie schließlich im Oktober 1797 auf der Werft in Chatham abgewrackt wurde.
Die HMS Discovery ist Namensgeber der Raumfähre Discovery.